# Baumhorn Lipót
Baumhorn Lipót (Kisbér, 1860. december 28. – Budapest, 1932. július 8.) magyarországi zsidó építész. Művei közül kiemelkednek az általa nagy számban tervezett, országszerte megépített zsinagógák. Épületein a késő eklektika és szecesszió stílusok formajegyei és törekvései egyszerre megfigyelhetőek. A nagy (kupolás) terek szecessziós jellegű megoldásában egyedülálló és szinte iskolát teremtő módon járt el. Tervezői munkássága nem kizárólag zsinagógák tervezésére terjedt ki: takarékpénztárai, iskolái, lakóépületei, palotái szintén kiemelkedő jelentőséggel bírnak.

## Életpályája

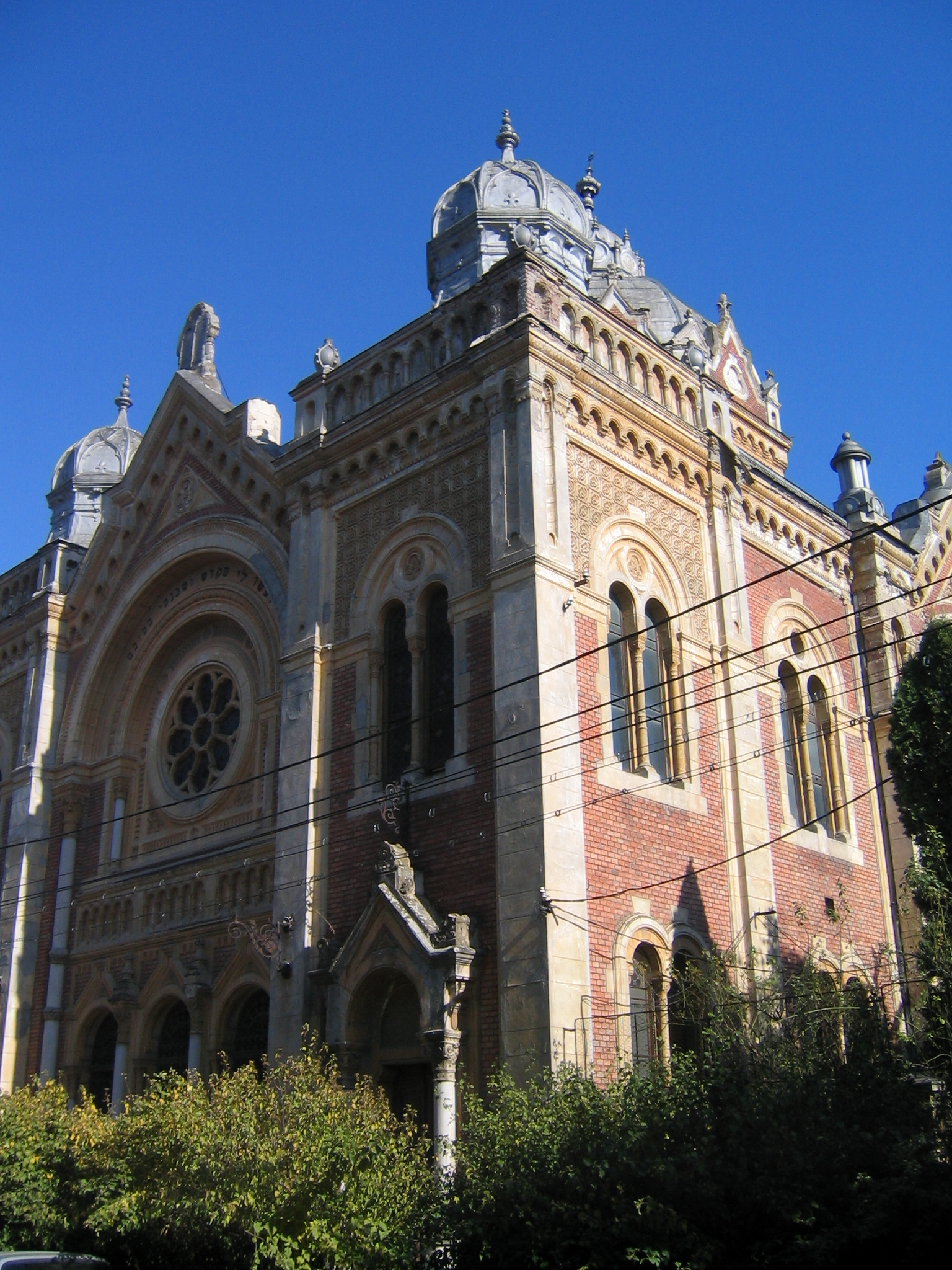
A temesvári zsinagóga (1899)

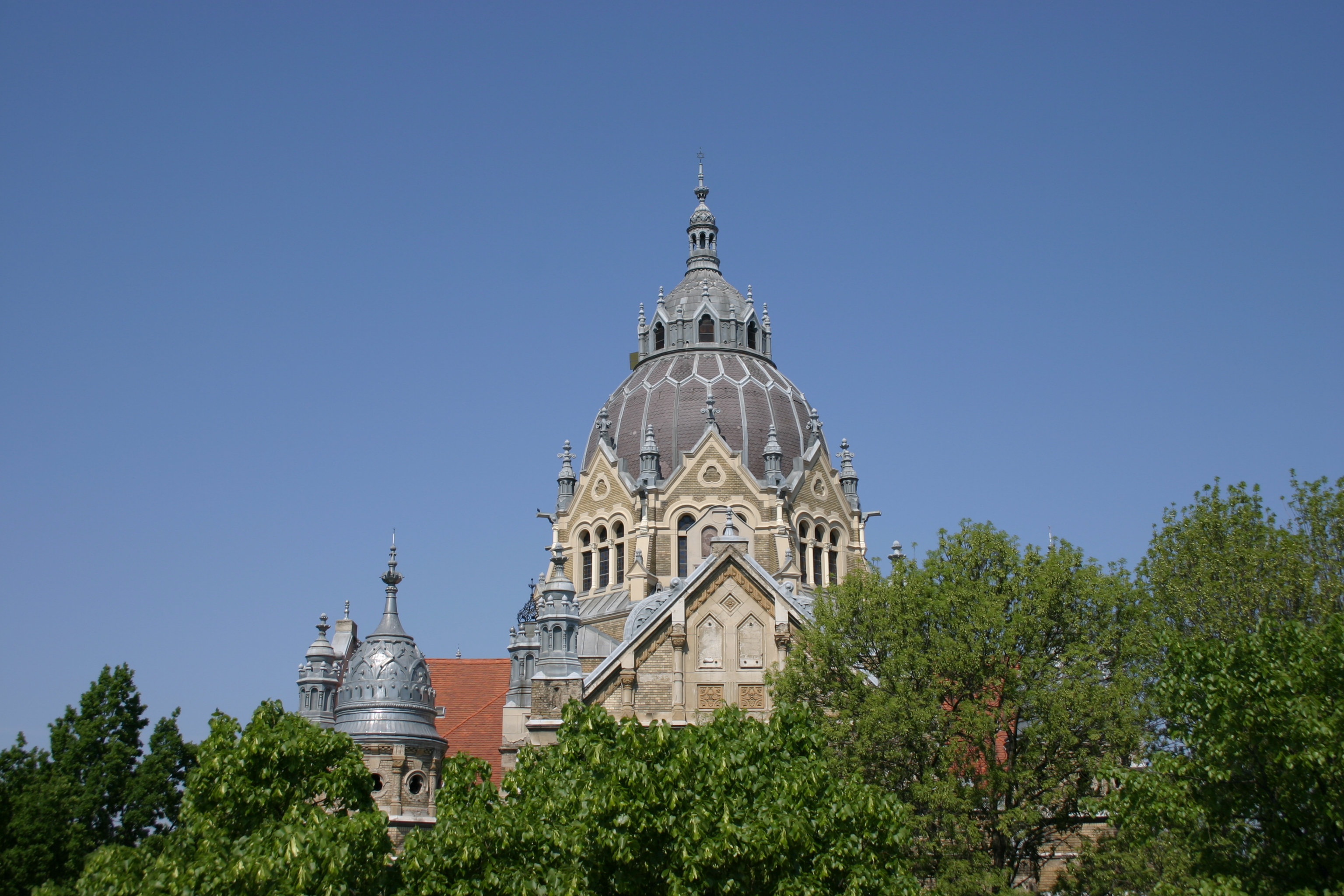
A szegedi zsinagóga (1899–1903)

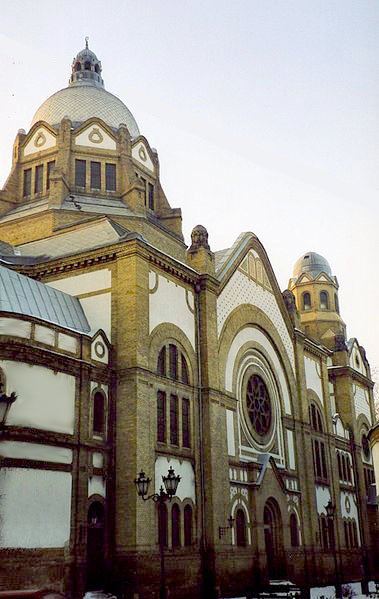
Az újvidéki zsinagóga (1904–1909)

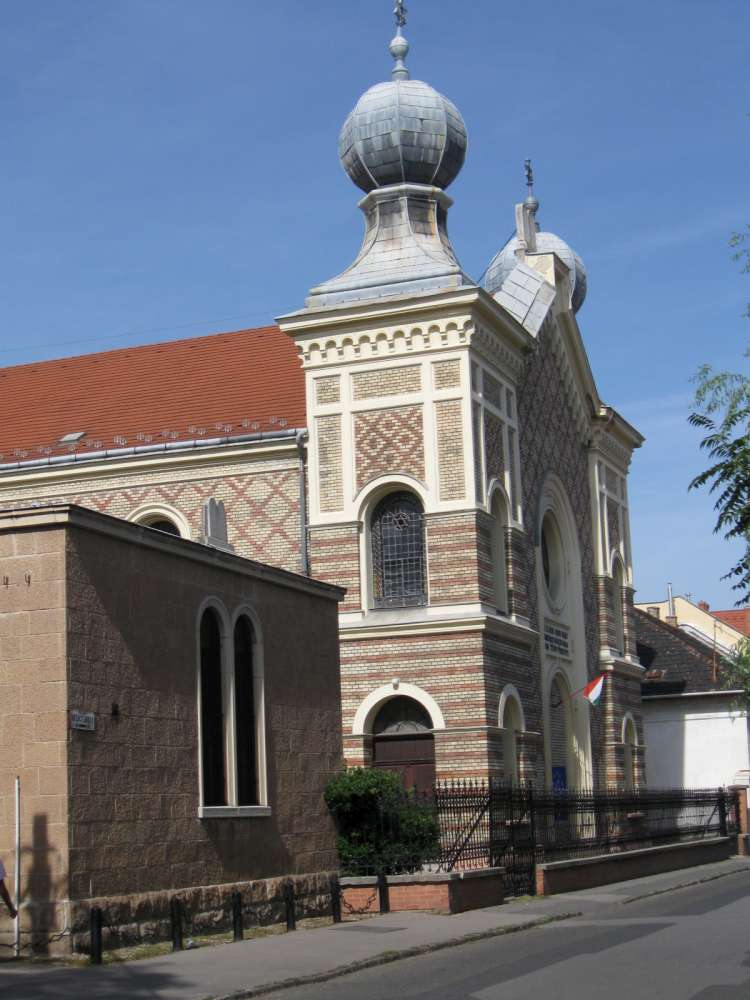
Az Újpesti zsinagóga (1907–1908)

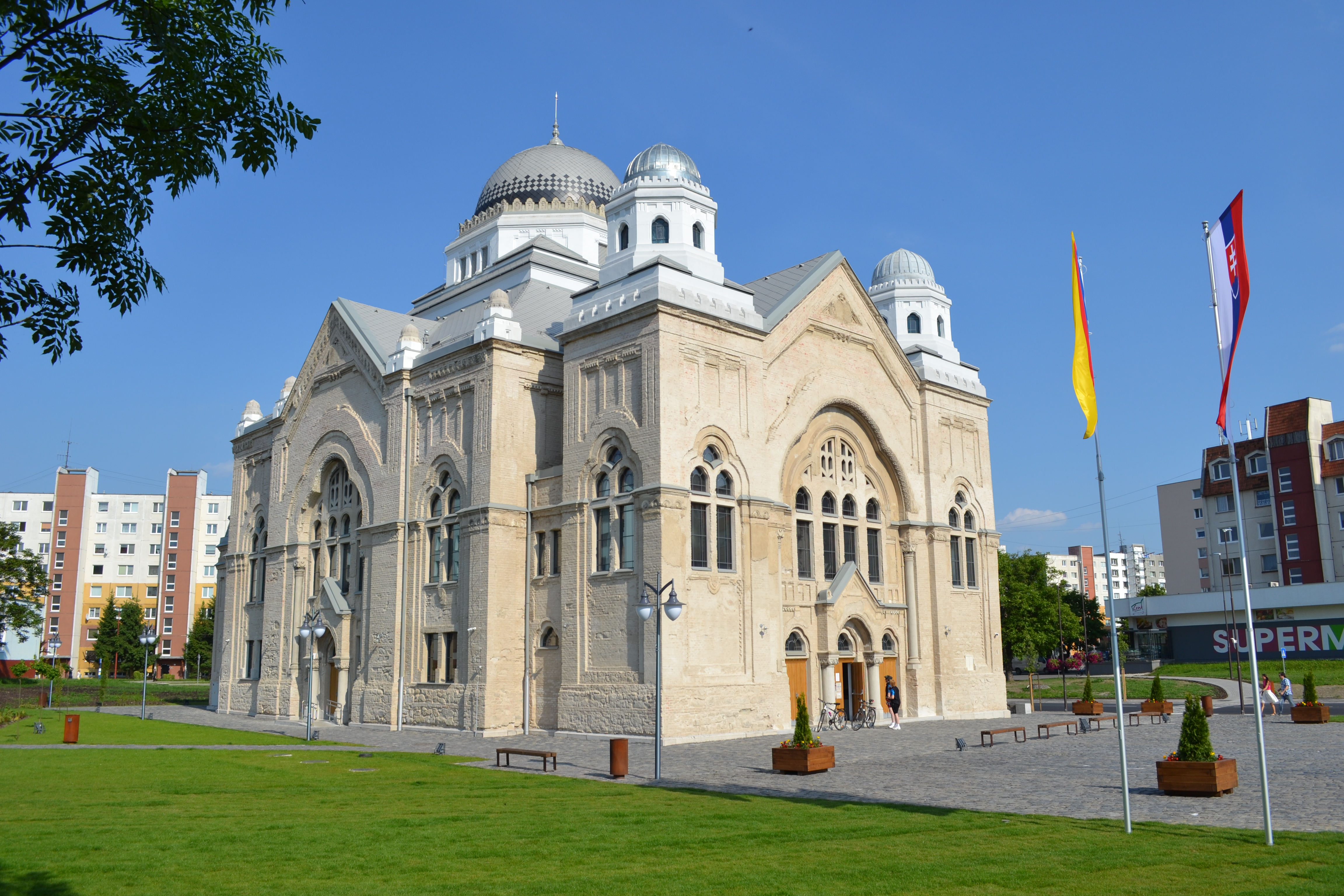
A losonci zsinagóga (1923–25)

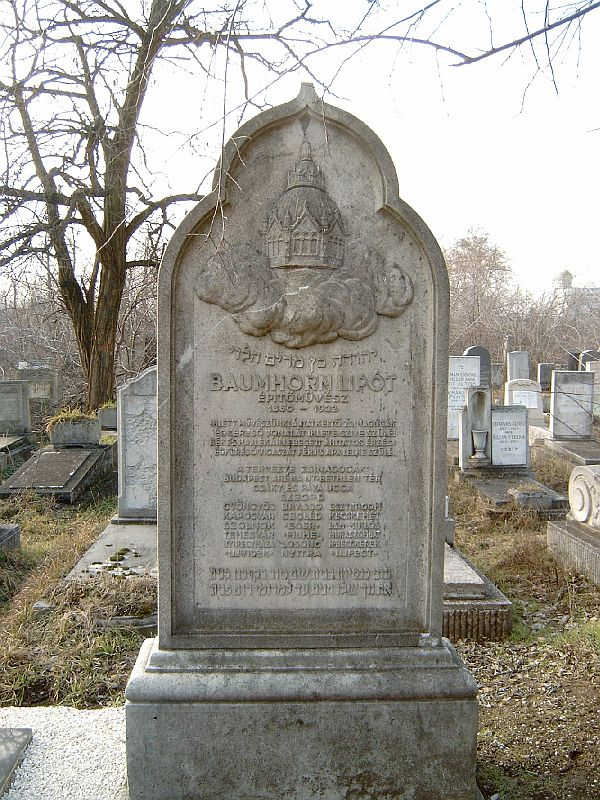
Baumhorn Lipót sírja Budapesten. Kozma utcai izraelita temető: 3 jobb-77-21

Az 1860-ban Kisbéren született, kora egybeesett a magyar zsidóság emancipációjával, a magyar zsidó polgárság, a Gründerzeit addig soha nem látott gazdasági boomjával (amely nemcsak megrendelőjük, de finanszírozójuk is volt a zsidó imaházaknak), tágabb értelemben a magyar zsidóság asszimilációjával, amely soha nem sejtett lehetőséget teremtett az évszázados diszkrimináció és elnyomatás után.
E kor közhangulatát nagymértékben befolyásolta az 1882–83-as tiszaeszlári vérvád és az azt övező antiszemitizmus, nemzetközi vonatkozásban a Dreyfus-ügy, illetve annak negatív hatásaként a zsidóság bizonyos köreiben Herzl Tivadar révén kibontakozó cionizmus. A kor vallási vonatkozásban is megosztott: a magyar zsidóság két, illetve három részre szakad. Ilyen politikai-, társadalmi-, vallási környezetben szocializálódott Baumhorn Lipót, aki a bécsi Technische Hochschuléban Kőnig, Ferstel és Weyr neves építész professzorok tanítványaként folytatta tanulmányait. Hazatérve építészként szembesülnie kellett a magyarországi építészeten belüli két domináns irányzattal: a birodalmi megrendelésekre is számot tartó, akadémikus jellegű historikus irányzattal, amelyet Alpár Ignác neve fémjelzett, és a nemzeti stílus megfogalmazásán fáradozó Lechner Ödönnel és körével, a kor és a századforduló legkiválóbb építészeivel, Lajta Bélával, Komor Marcell-lel, Jakab Dezsővel, akik a magyar szecesszió és a népművészet által ihletett nemzeti stílus kialakításán fáradoztak.
1883–1894 között a Pártos és Lechner tervezőirodában dolgozott, amely időszak egész munkásságára meghatározó jelentőséggel bírt: nagyvonalú, könnyed rajzkészség, finom és gazdag részletképzés. 1899-ig több olaszországi tanulmányúton bővítette ismereteit. 1888-ban megnyerte az esztergomi zsinagógára kiírt tervpályázatot és a zsinagóga kivitelezését, ez volt első munkája. 1894-től önállóan dolgozott, később vejével, Somogyi Györggyel. Részt vett a fővárosi iskolaépítési program és több vidéki tanintézmény megvalósításában is (pl. a Gömb-Csata utcai iskola, 1910).
Baumhorn Lipót e bonyolult, lüktető, nagy kihívásokkal teli korban mind művészeti vonatkozásban, mind vállalkozói mivoltát tekintve jól tájékozódott. Az 1867-es kiegyezés után, a gazdasági fellendülés a zsidó templomépítészetre is kihatott. Ebben jelentős szerepe volt neki, aki nemcsak tervező művészként, de vállalkozóként is rendkívüli képességekkel rendelkezett.
Egészen 1932-ben bekövetkezett haláláig folyamatosan alkotott. Utolsó munkáit vejével készítette.
A 19 éves Schiller Blankát (1874–1958), Schiller Zsigmond lányát, a pályakezdés éveiben, 1893. október 15-én vette feleségül. A család a századforduló idején a VII. kerületi Király utca 43-45-ben lakott. Gyermekei: Margit (1894–1956) és Kornélia (1900–1958).

## Művészete
Baumhorn Lipót a magyarországi zsinagógaépítészet kétségtelenül legnagyobb egyénisége. Több évtizedes alkotói tevékenysége nagy részét zsinagógák tervezése és építése tette ki. Ilyen lenyűgöző számú és magas művészi színvonalú életművel talán csak a színházépítő Fellner és Helmer rendelkezik.
Stílusára rendkívüli módon hatott a lechneri eklektikus komponálási mód, amelyhez keleties, illetve reneszánsz, barokk, nem ritkán szecessziós ornamentikát alkalmazott. Épületein szinte mindig megjelennek a Lechner és követői által alkalmazott téglaívek, a homlokzaton végigfutó hangsúlyos függőleges lizénák, amelyek túlemelkedve a főpárkányon a gótika égbetörő hatására emlékeztetnek.

### Zsinagógaépítészete
Maga a zsinagógaépítészet a kor építésze számára viszonylag új terrénum. Bár olyan nagyszerű elődök szolgáltak modellül, mint a Dohány utcai zsinagógát építő bécsi Ludwig Förster, vagy Rumbach utcai zsinagógát építő fiatal Otto Wagner, ezek stílusa már nem felelt meg a századvég modern szellemiségének. A neológ zsidóság monarchia-szerte egyéni arculatú, individuális motívumokkal díszített, látványos zsinagógát akart, orgonazenével és bimával. Baumhorn kitűnően ráérzett e sokféle igényt és szándékot képviselő zsidó közösség ízlésére, elvárásaira.
Egy zsinagógaépítő számára – éljen bárhol és bármikor, valahol mindig a Bibliából ismert Salamon temploma a főinspirátor, a modell, az irányadó, az etalon. Baumhorn Lipót és kortársai számára is fontos volt, hogy Jeruzsálem ókori építészetéről, a Salamon templomról valamiféle elképzelése legyen. Ennek kialakításában nagy szerepet játszottak a 19. századi közel-keleti ásatások, Moses E. Lilien varázslatos lírai-biblikus képei, amelyek az építészeti motívumok gazdag tárházát képviselték és analóg módon valószínűleg a legrégebbi izraeli templomépítészet alapjául is szolgáltak.
Baumhornnak azok a legsikerültebb és legkorszerűbb alkotásai, ahol a díszítő elemek kevésbé dominálnak, és a sajátos hatást az épület nagy tömegében megjelenő tipikus keleti gyökerű formaelemek adják. A szecesszió határozott konstruktív vonulatának tekinthető a ceglédi, újvidéki, losonci, gyöngyösi és a budapesti, Aréna úti zsinagóga. A szegedi, újvidéki, és a Páva utcai ezen felül részletképzésének gazdagsága, rendkívüli finomsága, mégis egységes megformálása révén emelhető ki. Mikor templomainak tervét precíz vallási kontextusba illeszti, mesterét, Förstert követi, ahol minden részlet pontosan kidolgozott ikonográfiai programnak van alávetve.
A fiumei zsinagógánál (1895) már markánsan jelentkeznek a baumhorni templomépítészet formajegyei. Ez élete fő művének, a szegedi zsinagógának mintegy előzményének tekinthető: az iszlám- mór és az itáliai reneszánsz építészetet idéző gazdag rajzolat a Lechner-féle díszes diadalív, a frigyszekrény fölötti kissé bizáncias, kissé indiai hangulatot árasztó kupola.
A temesvári zsinagóga (1899), a fiumeihez, a szegedihez és a szolnokihoz hasonlóan két korábbi itáliai tanulmányútja hatását viselik.
A szegedi zsinagóga – a szakirodalom szerint is „a világ talán legszebb zsinagógája.” „Fantasztikusan káprázatos, megannyi bonyolult részletétől megszédül a fej, és elakad a lélegzet.”
A már évtizedek óta tervezett zsinagógát Lőw Immánuel szegedi főrabbi ösztönzésére, és aktív közreműködésével 1903-ban avatták fel. Építészettörténeti előzményeként a firenzei reneszánsz dóm gazdag felületi díszítésű, mégis tektonikus méltóságát, a pisai román-gót dóm szinte anyagtalan légiességű plasztikáját említhetjük.
A metszet és az alaprajz Baumhorn jellegzetes szerkesztésmódját követi, amely a monumentális műveinél követett, lényegében görögkereszt alaprajzi forma, négy irányba egyformán nyújtott hajókkal, amelyek a saroktornyok közötti timpanonnal lezárt oromfalakban végződnek. Négy oszlop tartja a karzatot és a kupolát. A kupolaszerkezet klasszikus megoldású: a pilléreket hatalmas félkörös boltívek kötik össze. A kupola kettős szerkezetű: kifelé az épület külső arányaihoz igazodó magas építmény, körben bevilágító ablakokkal, amelyek a belső ólomüvegezett kupolát átvilágítják. A belső kupolarész Baumhorn és Lőw elképzeléseinek megfelelően festett. Témája a Tóra és a hit kérdéseinek összefüggése, amelyet Lőwnek, a bibliai idők növényvilága legnagyobb tudósának útmutatása alapján a Szentföld flóráját szimbolizáló növényornamentika keretez. A tér hangulatát a nagy felületű, gótikus formájú, gazdag szimbolikájú üvegfestéssel díszített ablakok ragyogó színhatása emeli. Berendezése pazar, minden darabja hazai műiparos gondos munkáját dicséri. A gyertyatartókat a római Titus diadalívének reliefje alapján mintázták. A frigyszekrény oldalsó fülkéi Toledo középkori zsinagógáját idézik.
A következő, a szegedi zsinagógához hasonló monumentális alkotása a budapesti lipótvárosi zsinagóga pályázatára benyújtott tervezete (1899). A pályázat előzményei és visszhangja egyaránt ambivalens volt. A kor építészeinek krémjét felvonultatott pályázókat általános fanyalgás fogadta. E pályázatban csúcsosodott ki a kor vallásos és szekularizált zsidóságát feszítő ellentmondások bonyolult viszonya. A hivatalos akadémizmus és a művészeti és építészeti szempontból valóságos paradigmaváltásként értelmezhető szecesszió küzdött itt egymással. Baumhorn Lipót III. díjas pályaműve a többivel együtt a fiókban maradt.
Az újpesti zsinagóga bővítése után 1908–1909-ben megépíti a viszonylag kis mérete ellenére is monumentális hatást keltő budapesti Aréna úti zsinagógát. Sajátos, nagyvonalú homlokzatformálásával egyrészt megőrzi a Lechner-iskola jegyeit, de már letisztultabb formavilágával előrevetíti az életmű későbbi karakterét.
A Budapesti Páva utcai zsinagógával (1923) Baumhorn különleges feladatra vállalkozott: az udvarra néző monumentális épület úgy jött létre, hogy a szabálytalan négyszög alaprajz átlója lett a templom igen finom, keleties díszítésű főhomlokzata. Az iszlám építészet buharai, hívai medreszéire emlékeztet a kerámiaberakás anyaga és mintája. A Tűzoltó utca felől a zsinagóga zárt épületkomplexum benyomását kelti. Ezzel éles kontrasztban áll a gazdag kiképzésű festett belső tér és az egyedi tervezésű tóraszekrény. A belső teret díszítő virágmotívumok és héber feliratok átgondolt vallási koncepcióról tanúskodnak.
A Csáky utcai zsinagóga (1925–1927)-es bővítése régi igényt pótolt, igaz, nem az eredeti elképzeléseknek megfelelően. Az új- új zsidó negyed mintegy 40 000 környékbeli hívőjének a Lipótvárosi, szabad térben álló, reprezentatív zsinagóga helyett – talán a megváltozott történelmi kor negatív tapasztalatainak hatására is –, egy szintén Baumhorn tervezte, kevésbé látványos, zárt, a városi szövetbe „belesimuló”, egy lakóház udvarába beépített zsinagógával kellett beérnie.
A gyöngyösi zsinagógát (1929–1931) már korszerű vasbeton szerkezet tartja. A szokásos boltozatokat a vasbeton gerendákra állított modern kupolaszerkezet váltotta fel: az összkép egy simább, összefogottabb tömegű, ugyanakkor részleteiben változatlanul a középkori és a keleti elemeket alkalmazó gyönyörű zsinagóga benyomását kelti.
Utolsó zsinagógáinak terveit és azok kivitelezését már vejével, Somogyi Györggyel közösen készítette. A Bethlen téri zsinagóga (1931–32) bővítése és átépítése is közös munkájuk eredménye. A Foch Antal által tervezett Izraelita Siketnémák Országos Intézetéhez Baumhorn könnyedén illesztette a templomot, amelynek belső tere a Csáky utcai zsinagóga térmegoldásait követi.

## Önálló művei

### Világi épületek
- Temes–Béga-palota (Temesvár)
- Felsőbb leányiskola (Temesvár, 1902–1904) (Klein Jakabbal közösen)[10]
- Szeged-csongrádi takarékpénztár (Szeged, Széchenyi tér 7. – Takarékpénztár u. 7. 1902–1903)[11]
- Vasalóház (Szeged, Horváth Mihály u. 9. – Takarékpénztár u. 8. 1912–1913) [12]
- Wagner-palota (Szeged, Kölcsey u. 4. – Kárász u. 14. 1904–1905)[13]
- Takarékpénztár palotája (Újvidék, 1904)
- Csata utcai iskola (Budapest XIII. ker., Csata utca 20.; 1909–1911)[14]
- Wagner-palota (Szeged, Feketesas u. 28. 1910–1911)[15]
- Forbát-ház (Szeged, Dugonics tér 11. – Tisza Lajos krt. 60. 1911–1912)[16]
- Lloyd-palota (Temesvár, 1912)[17]
- Fémkereskedelmi Részvénytársaság irodaháza (Budapest XIII. ker., Balzac u. 5. 1922)

### Zsinagógái és hitélettel kapcsolatos épületei
- Esztergomi zsinagóga (1888)
- Fiumei zsinagóga (1902)
- Nagybecskereki zsinagóga (1896)
- Temesvári gyárvárosi zsinagóga (1899)
- Szolnoki zsinagóga (1898)
- Gödöllői zsinagóga (1899)[18]
- Szegedi Új zsinagóga (Szeged, Gutenberg u. 13–15. – Jósika u. 6–10. – Hajnóczy u. 14. 1900–1903)[19]
- Brassói neológ zsinagóga (1901)
- Ceglédi zsinagóga (1902)
- Szegedi Izraelita Hiközség székháza (Szeged, Gutenberg u. 20. – Jósika u. 12. 1901–1903)[20]
- Kaposvári zsinagóga (1905–1906)
- Makói neológ zsinagóga (Makó, Eötvös u. 1. 1914.)[21]
- Szatmári zsinagóga
- Muraszombati zsinagóga (1907)[22]
- Újvidéki zsinagóga (1909)
- Budapesti Aréna (ma Dózsa György) úti zsinagóga 1908–1909
- Nyitrai zsinagóga (1910)
- Egri neológ zsinagóga (1911–1913)
- Liptószentmiklósi zsinagóga (1913)
- Nyíregyházi új zsinagóga (1918–1923)
- Budapesti Páva utcai zsinagóga (1923)
- Gyöngyösi zsinagóga (1929–1931)
- Losonci zsinagóga (1924–1926)

### Bővítések, átalakítások
- Kass Vígadó átalakítása szállodává (Szeged, Dózsa u. 1. – Stefánia 8. – Arany János u. 2–4. 1916)[23]
- A pécsi zsinagóga kibővítése (1905)
- A Szegedi Régi zsinagóga rekonstruálása, kisebb átalakítása (1906)[24]
- Az Újpesti zsinagóga bővítése
- A Csáky utcai zsinagóga (1925–1927)-es bővítése
- A nagykanizsai zsinagóga átépítése (1928)

### Meg nem valósult művek, pályázatok
- Budapesti Lipótvárosi zsinagóga pályázatára benyújtott – papíron maradt – tervezete (1899).
- Lugosi kórház (1908)[25]